# Sin and Bones
Albums de Fozzy
Chasing The Grail
(2010)
Sin and Bones est le cinquième album du groupe de heavy metal emmené par Chris Jericho et Rich Ward, Fozzy. Sin and Bones est sorti le 14 août 2012 ; il s'agit du premier album de Fozzy avec Century Media Records.

## Contexte
Le chanteur Chris Jericho a dit à propos de Sin And Bones « C'est le cliché typique, mais Sin And Bones est véritablement la meilleure production qu'on ait jamais faite. On a pris le style heavy ultra-mélodique qui était devenu notre marque de fabrique, on l'a fait passer au niveau supérieur, et je vous garantis que ces chansons vont tous vous balayer ! ». Au pré-show des Metal Hammer Awards, le 11 juin, Fozzy a joué une nouvelle chanson, supposée figurer sur l'album, Sandpaper. Pendant une interview au Download Festival 2012, Jericho a aussi dit qu'il espérait que Sin And Bones soit à Fozzy ce que le Black Album était à Metallica, celui qui les avait véritablement fait connaître, et qui les avait propulsés vers une carrière internationale.
Sin and Bones devient le premier album de Fozzy à se hisser dans le Billboard 200, à la 143e place dès son entrée. L'album prendra également la tête des "Heatseekers", les albums qui viennent de sortir.

## Liste des  titres
Toutes les paroles sont de Chris Jericho, et toutes les musiques sont de Rich Ward.
1. "Spider in My Mouth" - 4:47
2. "Sandpaper" (avec M. Shadows) - 3:12
3. "Blood Happens" - 4:07
4. "Inside My Head" - 4:02
5. "Sin and Bones" - 3:36
6. "A Passed Life" - 6:55
7. "She's My Addiction" - 3:22
8. "Shine Forever" - 5:45
9. "Dark Passenger" - 4:23
10. "Storm the Beaches" - 11:34